# Росселли, Козимо
Козимо Росселли (итал. Cosimo di Lorenzo Rosselli, 1439, Флоренция — 7 января 1507, Флоренция) — итальянский живописец периода кватроченто, раннего Возрождения флорентийской школы.

## Биография
Седьмой из одиннадцати детей, Козимо родился во Флоренции в семье Лоренцо ди Филиппо и его второй жены Томмазы ди Джованни да Монтефикалле. Все члены семьи занимались ремёслами и искусствами: его отец был каменщиком, его старший брат Кименти — художником-декоратором, его двоюродный брат Бернардо ди Стефано — живописцем. Его младший брат Франческо Росселли стал гравёром, картографом и иллюстратором манускриптов. Поэтому можно заключить, что первое художественное образование Козимо Росселли получил в семье.
С мая 1453 по октябрь 1456 года Козимо работал в мастерской Нери ди Бичи во Флоренции. Затем — помощником Алессио Бальдовинетти во Флоренции, писал фрески и алтарные картины. Испытал влияние Доменико Гирландайо. B 1459 году получил важный заказ на алтарь для флорентийской церкви Санта-Тринита.
27 октября 1481 года Росселли вместе с другими флорентийскими художниками (Сандро Боттичелли, Доменико Гирландайо, Перуджино, Пьеро ди Козимо, Бьяджо д'Антонио) был приглашён папой Сикстом IV для росписи боковых стен Сикстинской капеллы в Ватикане. Фрески Росселли частично были выполнены его учеником Пьеро ди Козимо, который получил своё прозвание в честь учителя.
В 1482 году Росселли вернулся во Флоренцию. В последние десятилетия жизни, под влиянием проповедей Джироламо Савонаролы, приверженцем которого он был, его живописный стиль стал более строгим и суровым. В его доме во Флоренции проходили обучение Пьеро ди Козимо, Фра Бартоломео и Мариотто Альбертинелли, братья Мацциере, Андреа ди Козимо Фельтрини и другие художники.
Козимо Росселли  умер 7 января 1507 года и был похоронен в церкви Сантиссима Аннунциата во Флоренции.

## Галерея

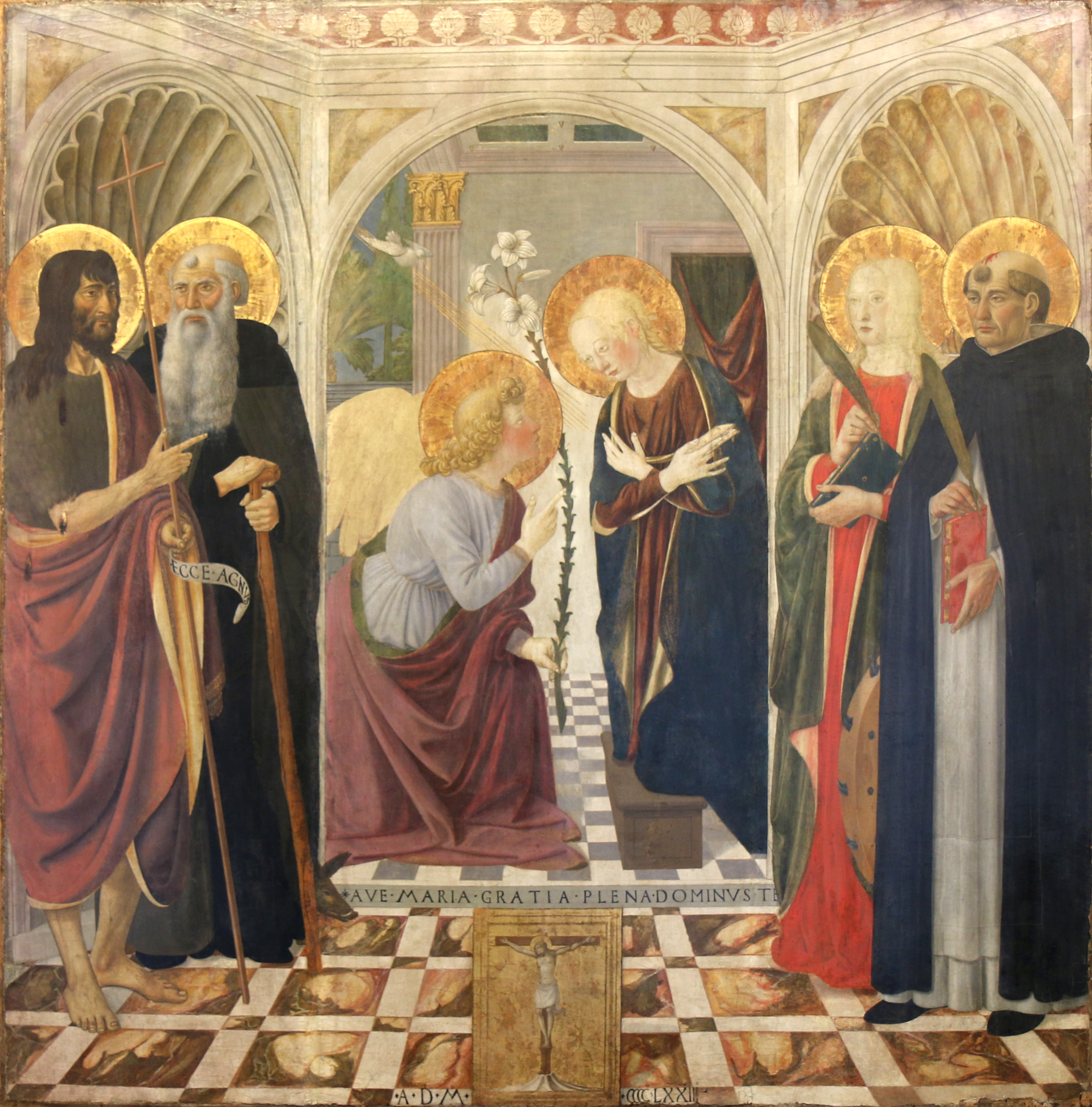
Благовещение. 1473. Дерево, темпера. Пти Пале, Париж
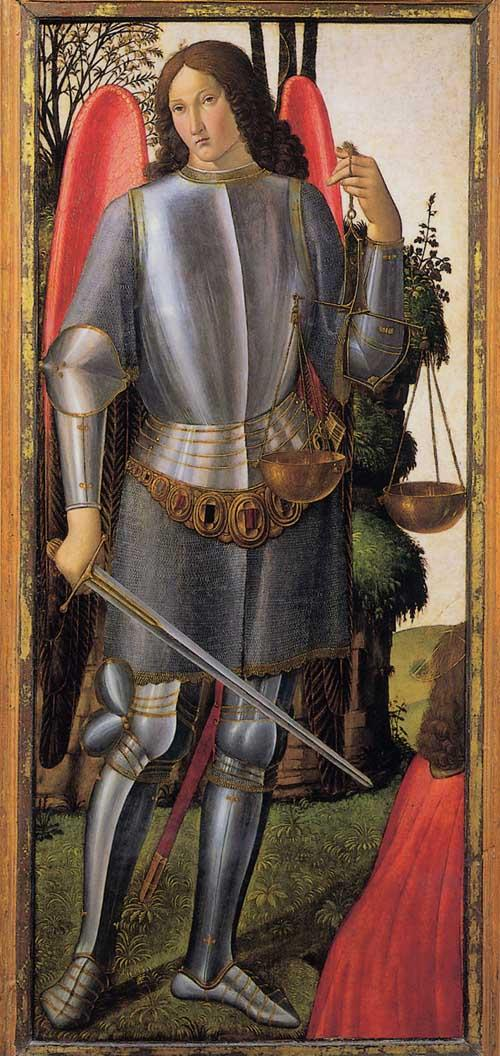
Св. Архангел Михаил. Дерево, темпера. Музей Стибберта, Флоренция
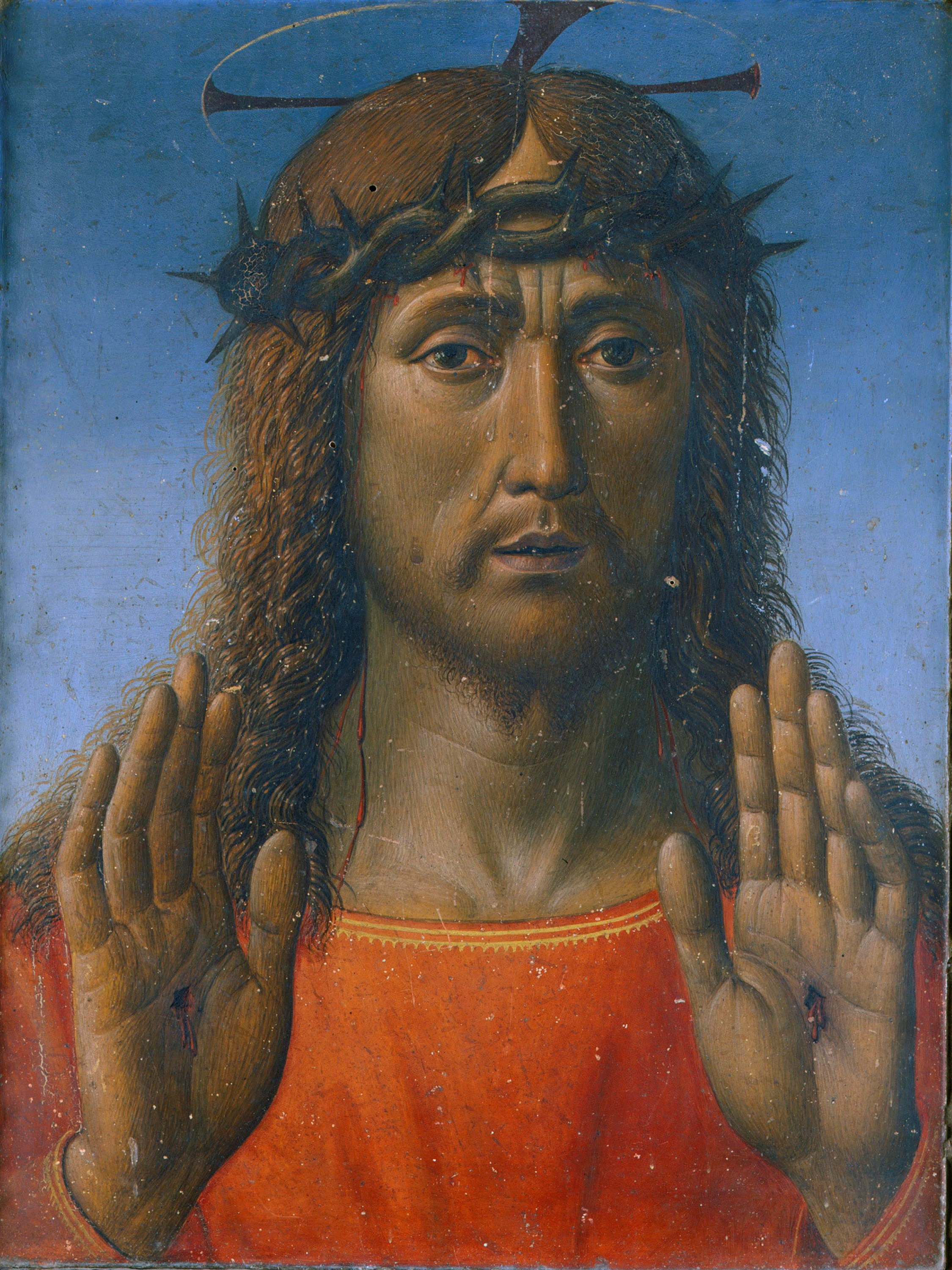
Христос скорбящий. Ок. 1490 г.
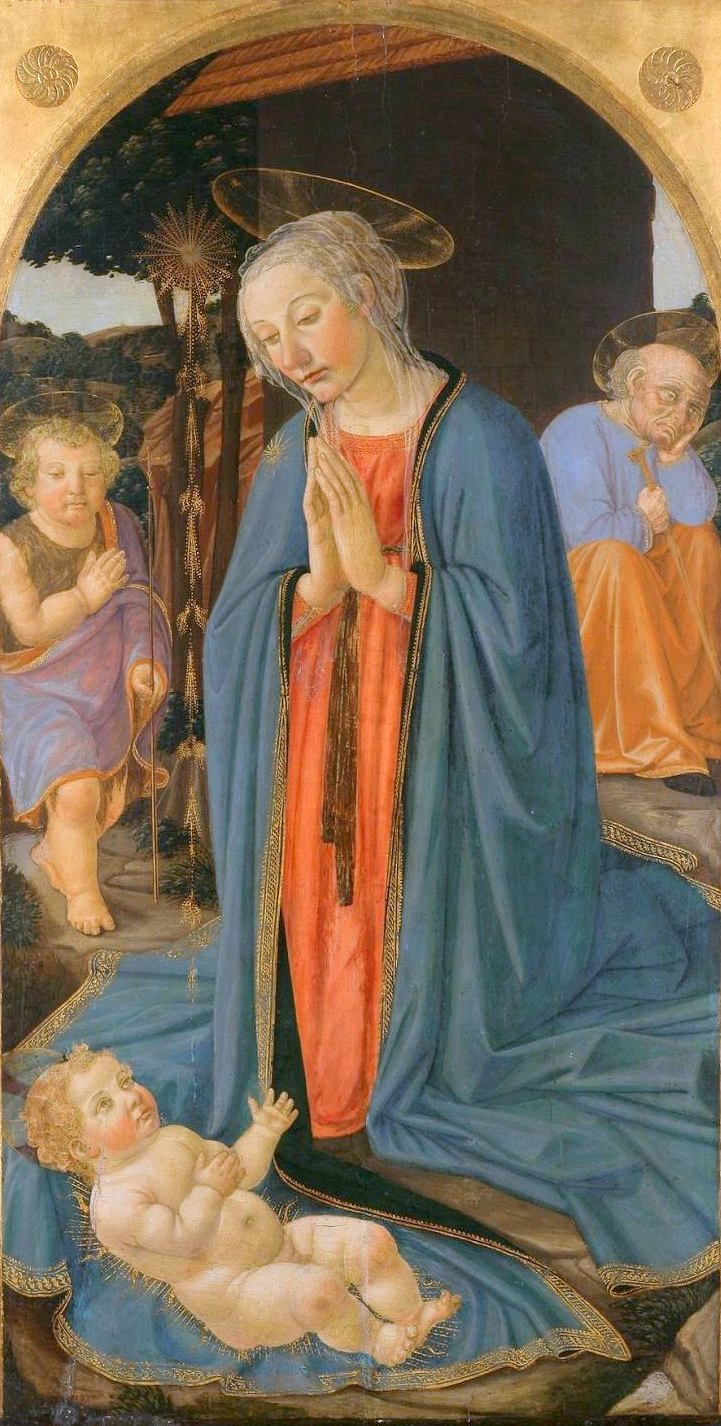
Поклонение Младенцу. Ок. 1500 г.
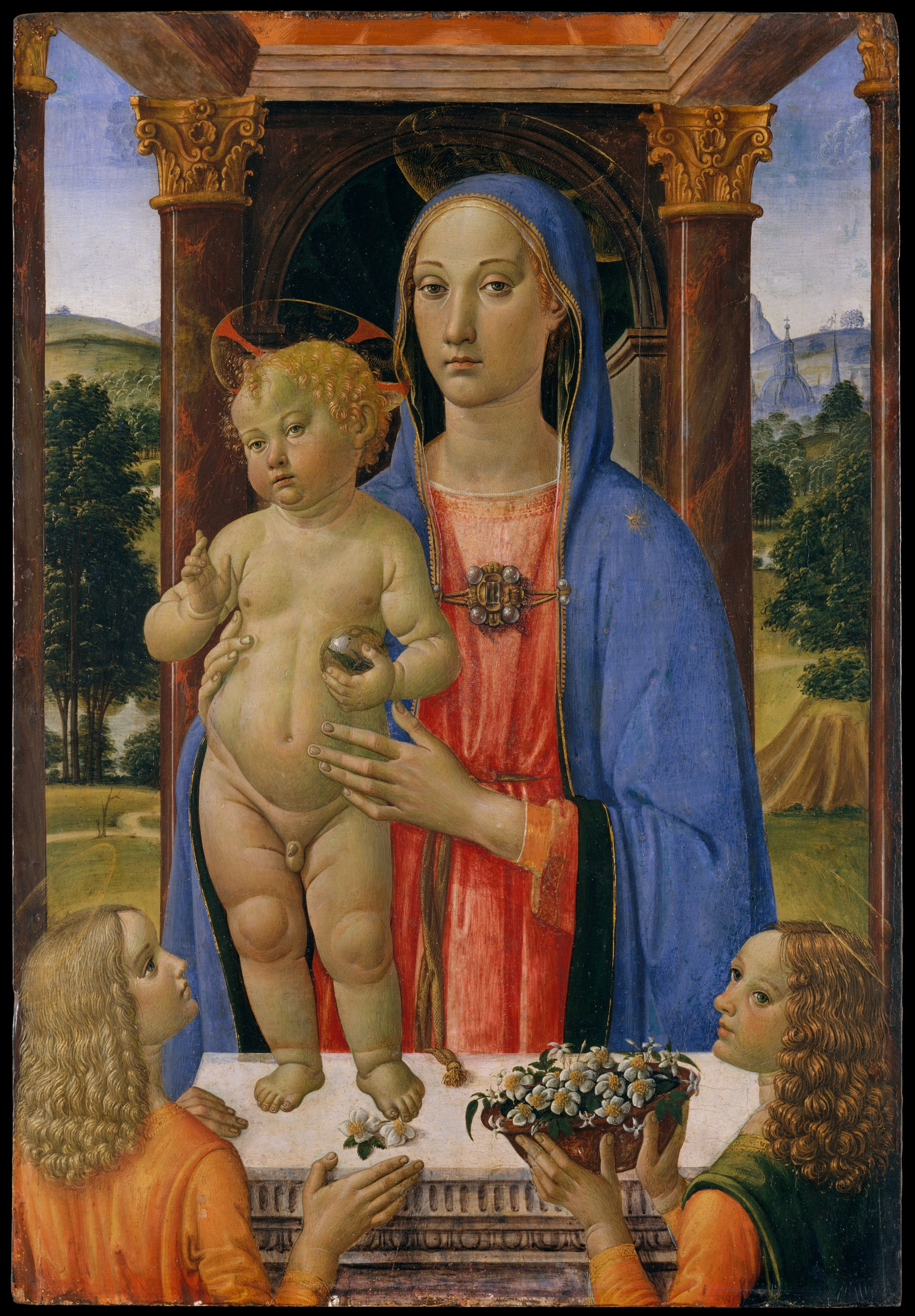
Mадонна с Младенцем и ангелами. Ок. 1503 г. Дерево, масло. Метрополитен-музей, Нью-Йорк
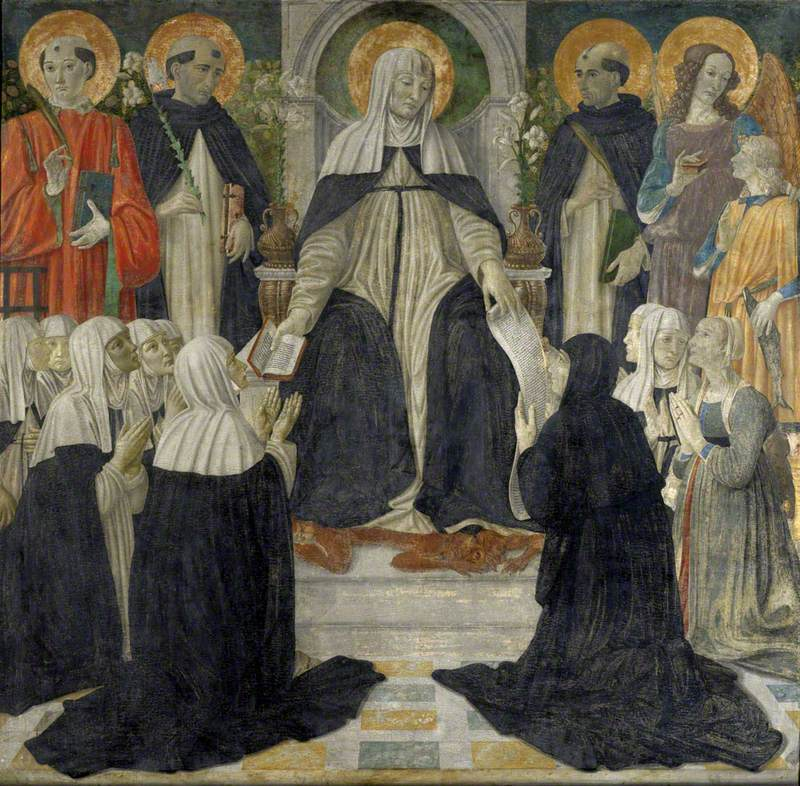
Св. Екатерина Сиенская как небесная покровительница Второго и Третьего ордена Святого Доминика. Ок. 1500 г. Дерево, темпера. Национальные галереи Шотландии